# Legio XVI Gallica

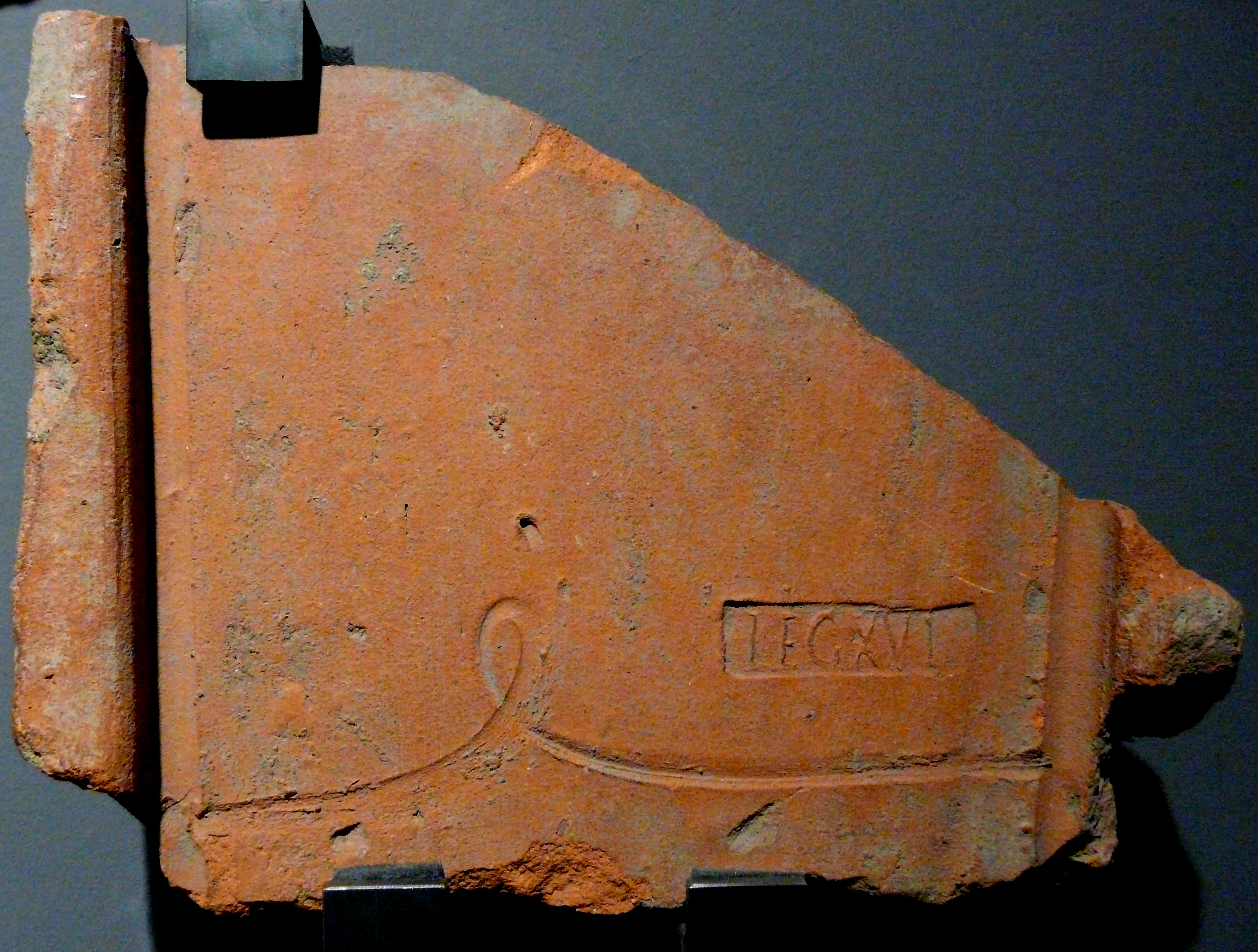
Ziegelstempel der Legio XVI Gallica aus Novaesium, Clemens Sels Museum Neuss

Die Legio XVI Gallica (Sechzehnte Legion, mit dem Beinamen „Die Gallische“) war eine Legion der römischen Armee. Das Legionssymbol war ein Löwe.

## Geschichte der Legion
Die Legio XVI wurde vermutlich von Octavian, dem späteren Kaiser Augustus, um 40 v. Chr. aufgestellt, um gegen Sextus Pompeius vorzugehen. Münzfunde deuten auf einen Einsatz in der Provinz Africa hin. Spätestens ab dem Jahr 27 v. Chr. war die Legion in der Provinz Gallia Comata stationiert.

### Raetia

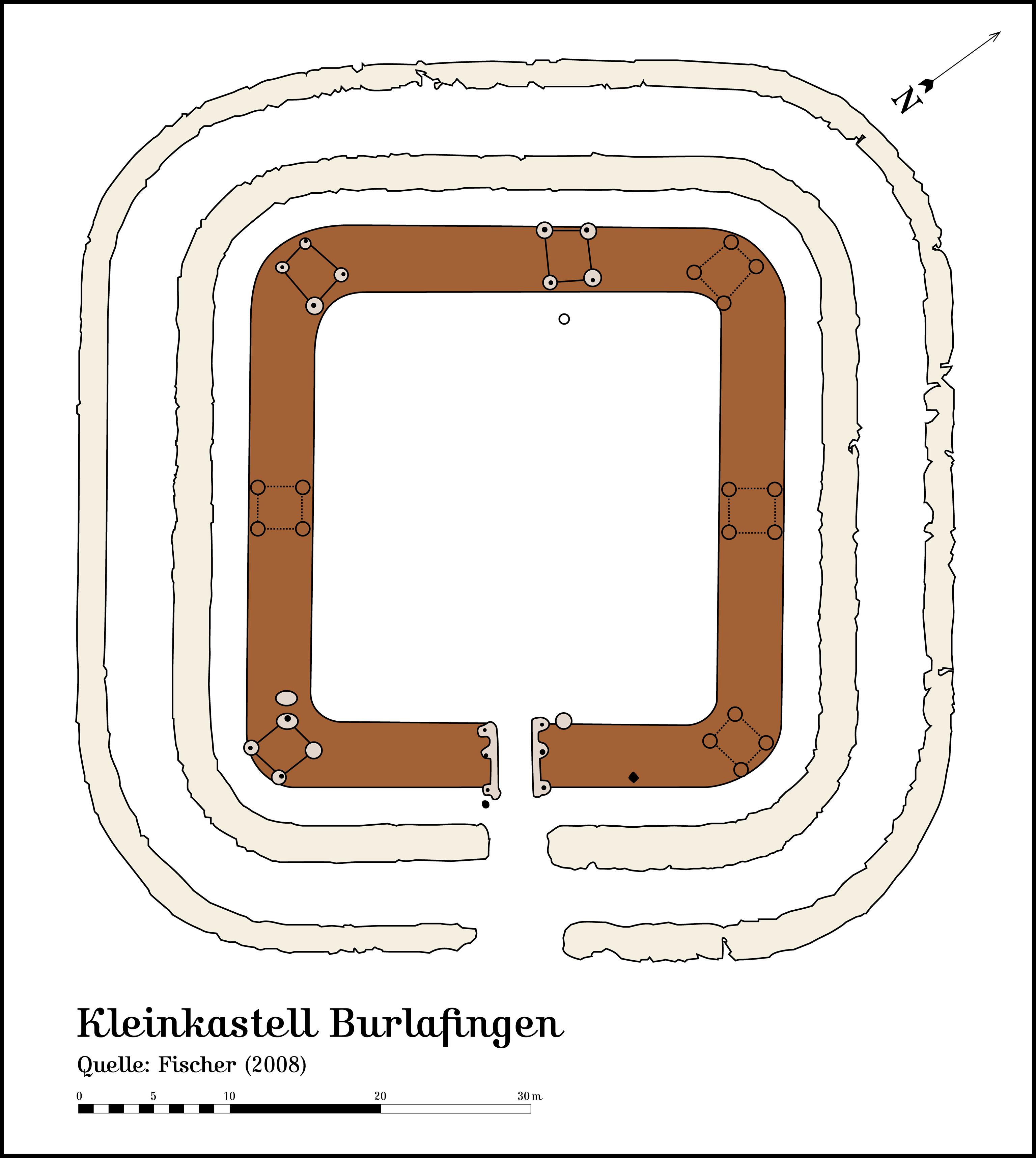
Übersicht zur Grabung am Kleinkastell Burlafingen

Von 15 v. Chr. bis 9 n. Chr. waren zumindest Teile der XVI Gallica in Augsburg-Oberhausen im westlichen rätischen Donauraum stationiert, wofür ein 1959 in einer Kiesgrube bei Burlafingen gefundener, recht vollständiger Helm vom Typ Hagenau mit der eingepunzten Inschrift  Le(gio) XVI P(ubli) Aur(eli) IR(?)I (centuria) Arabi M(arci) Munati sprechen könnte, zumal der Auffindeplatz in unmittelbarer Nähe des Kleinkastells Burlafingen lag. Der für die 1. Hälfte des 1. Jahrhunderts n. Chr. typische Helm passt von seiner Zeitstellung zu den Bautätigkeiten, welche um 40 n. Chr. bei der Errichtung der tiberisch-claudischen Donaugrenzbefestigung stattfanden. Damals entstanden unter anderem in Burlafingen und im nahen Kleinkastell Nersingen Holz-Erde-Befestigungen zur Grenzüberwachung. Eine Besetzung dieser Lager durch Legionstruppen ist jedoch sehr unwahrscheinlich. Wie zwei eingepunzte Besitzerinschriften– P. Aurelius sowie M. Munatius – zeigen, war dieser Helm bereits wohl länger in Gebrauch. Den Beweis für die Anwesenheit der Legio XVI Gallica in Rätien – vollständig oder in Teilen – kann dieser Helm in seiner Fundsituation jedoch nicht einwandfrei erbringen. In Anbetracht des hohen Flussfundgutes im Raum Burlafingen wurde vermutet, dass der Helm als Opfergabe für den Fluss anzusehen ist. Diese Gabe könnte von einem aus der einheimischen Bevölkerung rekrutierten Soldaten stammen, der an alten örtlichen Ritualen festhielt.

### Mogontiacum

Stadtplan von Mogontiacum im Zeitraum 1. Jahrhundert v. Chr. bis 5. Jahrhundert

Im Jahr 13 v. Chr. wurden die Legio XIIII Gemina und Legio XVI Gallica in das neu errichtete Lager Mogontiacum (Mainz) verlegt, Sie nahm an den Feldzügen in Germanien (12 bis 9 v. Chr.) unter Drusus teil. Als Drusus im Jahr 9 v. Chr. gestorben war, errichteten die Legio XIIII Gemina und Legio XVI Gallica ihm in Mainz ein Kenotaph, den Drususstein.
Im Frühjahr 6 rüstete Tiberius gegen Marbod, den König der Markomannen. Es wurden insgesamt zwölf Legionen mit Hilfstruppen aufgestellt, was die Hälfte des gesamten Militärpotentials der Römer zu der Zeit darstellte. Kurz nach Beginn des Feldzugs brach Tiberius ihn wieder ab, als er die Nachricht vom Pannonischen Aufstand erhielt. Allerdings schloss Tiberius noch einen Freundschaftsvertrag mit Marbod, um sich vollkommen auf die schwere Aufgabe in Pannonien zu konzentrieren. Von 6 bis 9 n. Chr. warf er mit größten Anstrengungen, unter Aufbietung einer Armee von 15 Legionen, den Aufstand in Pannonien und Illyrien nieder.
Nach der Varusschlacht wurde die Garnison Mogontiacum von 9 bis 17 n. Chr. durch die Legio XIII Gemina und Legio II Augusta um zwei weitere Legionen verstärkt. Nach Augustus’ Tod im Jahr 14 n. Chr. meuterten die Legionen in Germanien, wurden aber durch Zugeständnisse des Germanicus bald wieder beruhigt, und nahmen alle an den Germanicus-Feldzügen (14 bis 16 n. Chr.) Teil.
Im Winter 40/41 besiegte Servius Sulpicius Galba, der Statthalter Obergermaniens und spätere Kaiser, die nordöstlich von Mainz wohnenden Chatten. Die Teilnahme der XVI Gallica an diesem Feldzug ist zwar nicht belegt, gilt jedoch als sicher.
Eine Auswertung der Mainzer Inschriften ergab, dass 71 % der Legionäre italischer und 29 % gallischer Herkunft waren.

### Novaesium

Novaesium vor dem Bataveraufstand

Spätestens im Jahr 43 n. Chr. wurde die LEG XVI nach Novaesium (Neuss) an den Niederrhein verlegt, um die Legio XX Valeria Victrix abzulösen, die zur Eroberung Britanniens abrückte. Etwa zur Zeit der Verlegung nach Novaesium wurde die Legion auch Legio XVI Germania genannt. Eine Vexillation war um 50 n. Chr. bei Brohl in der Eifel stationiert.
In den Wirren des Vierkaiserjahres 69 n. Chr. schloss sich die LEG XVI mit den anderen „Rheinlegionen“ Vitellius an. Vexillationen folgten dem Kaiser nach Italien ohne in den Kämpfen gegen Otho besonders hervorzutreten. Vitellius entließ die Prätorianer und stellte aus Angehörigen der ihm treuen Legionen eine neue Garde auf. In der Zweiten Schlacht von Bedriacum wurde Vitellius von Vespasian entscheidend geschlagen. Wahrscheinlich wurde die Vexillation der LEG XVI in dieser Schlacht vernichtet oder anschließend aufgelöst.
Der in Novaesium verbliebene Hauptteil der Legion bekämpfte derweil den Bataveraufstand: Ein Entsatzheer aus Soldaten der Legio XXII Primigenia unter dem Kommando des Gaius Dillius Vocula wurde von Süden her in Marsch gesetzt, vereinigte sich in Novaesium mit der Legio XVI Gallica, wagte aber nicht, weiter in den Raum um das belagerte Vetera (Xanten) vorzudringen, sondern schlug bei Gelduba (Krefeld-Gellep) ein Lager auf. Vetera konnte kurzfristig „befreit“ werden, bevor die Aufständischen den Belagerungsring wieder schlossen. Die im Legionslager Vetera verbliebenen Truppen, Teile der Legio XV Primigenia, der Legio V Alaudae und möglicherweise der Legio XVI Gallica, kapitulierten, nachdem die Vorräte aufgezehrt waren, im März 70. Den Legionären wurde freier Abzug gewährt. Sie wurden jedoch fünf Meilen südlich Veteras von Germanen aus dem Hinterhalt überfallen und niedergemacht. Einigen wenigen gelang die Flucht zurück nach Vetera, wo sie in dem Feuer, das die Aufständischen im Zuge der Plünderung legten, umkamen. Die XVI Gallica zog sich über Gelduba nach Novaesium zurück, wo sie sich ergab und gefangen nach Augusta Treverorum (Trier) geführt wurde. Etliche Legionäre liefen über, schlossen sich aber bald darauf dem neuen Kaiser Vespasian an. Quintus Petillius Cerialis besiegte die Treverer in der Schlacht bei Rigodulum (Riol) und befreite die Gefangenen.
Vespasian organisierte das Heer neu und löste einige Legionen, die durch ihre Beteiligung während des Bürgerkriegs und des Bataveraufstandes als unzuverlässig galten, und zu denen auch die XVI Gallica gehörte, auf. Bald darauf stellte er eine neue „Sechzehnte“, die Legio XVI Flavia Firma („Die Zuverlässige Flavische“) auf. Er rekrutierte die Soldaten der neuen Einheit zum Großteil aus den Reihen der aufgelösten Legio XVI Gallica.